# فن اللاتيه
فن اللاتية هي طريقة لإعداد القهوة يتم صنعها بواسطة سكب الحليب المبخر في كأس من الإسبريسو بشكل دائري لصنع طبقة غنية من الكريمة صالحة للرسم بعدها يتم تقليل المسافه بين الكوب والبيتشر (وعاء الحليب المبخر) مما ينتج عنه تصميم أو رسم على سطح فنجان القهوة. ويمكن أيضًا صنعه أو زخرفته ببساطه بالرسم على الطبقة العليا للرغوة. بالإضافة إلى أن رسم اللاتية بالتحديد صعب الصنع بشكل دائم، بسبب الشروط المتطلبة لكلا من الإسبريسو والحليب.
 وذلك بدوره يقتصر على خبرة الباريستا (صانع القهوة) وجودة آلة الإسبريسو. إلى جانب أن سكب الحليب المبخر في حد ذاته يصبح آخر تحدي لرسام اللاتية.

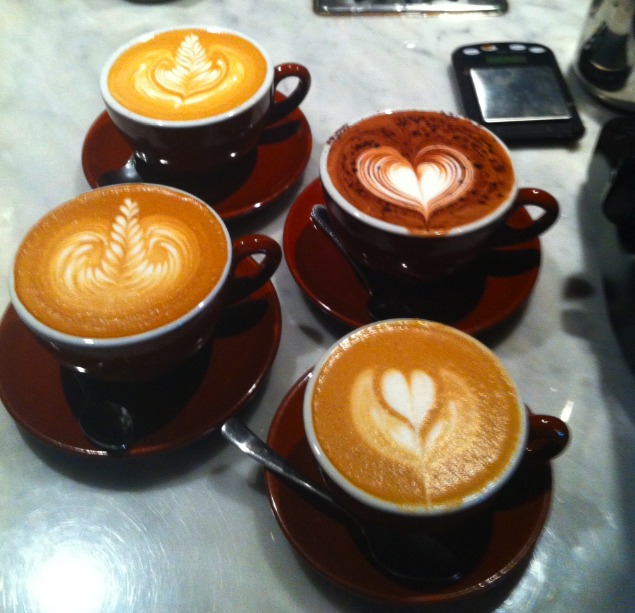
أمثلة مختلفة لرسم اللاتية.

## التاريخ
فن اللاتية تطور بشكل مستقل في العديد من المدن المختلفة تتبعه مقدمة الإسبريسو والتطور للمايكروفوم (الرغوة المخملية أو قوام الحليب). بالإضافة إلى أن التركيبة المكونة من الكريمة والمايكروفوم التي تسمح للشكل المرسوم بالظهور قد تطورت في إيطاليا.
وفي الولايات المتحدة الأمريكية رسم اللاتية قد تطور في مدينة سياتل عام 1980و1990 حيث ازداد شعبية بالتحديد بواسطة دايفد شومر.
 كما قد قدم شومر فضل تطور المايكروفوم (الرغوة المخملية أو قوام الحليب) إلى جاك كيلي من اب تاون إسبريسو (Uptown Espresso) في عام 1986. وفي عام 1989 تم إنشاء شكل القلب، وقد تمت الموافقة عليه في مقهى شومر بمدينة سياتل، إسبريسو ڤايڤاتشي (Espresso Vivace). كما تم تطوير شكل روزيت (Rosette) من قبل شومر في عام 1992 وذلك إعادة رسم أسلوب صورة قد رآها في مقهى ماتيكي (Mateki) في إيطاليا.
 وفي وقت لاحق شومر قد روج لفن اللاتية من خلال دورته التدريبية «فن قهوة اللاتية». وفي نفس الوقت لويجي لوبي من إيطاليا قد قابل شومر من خلال الإنترنت وتبادلوا فيديوهات عن الأشياء التي قد صنعوها بأنفسهم من رسم اللاتية وتزيين الكابتشينو.

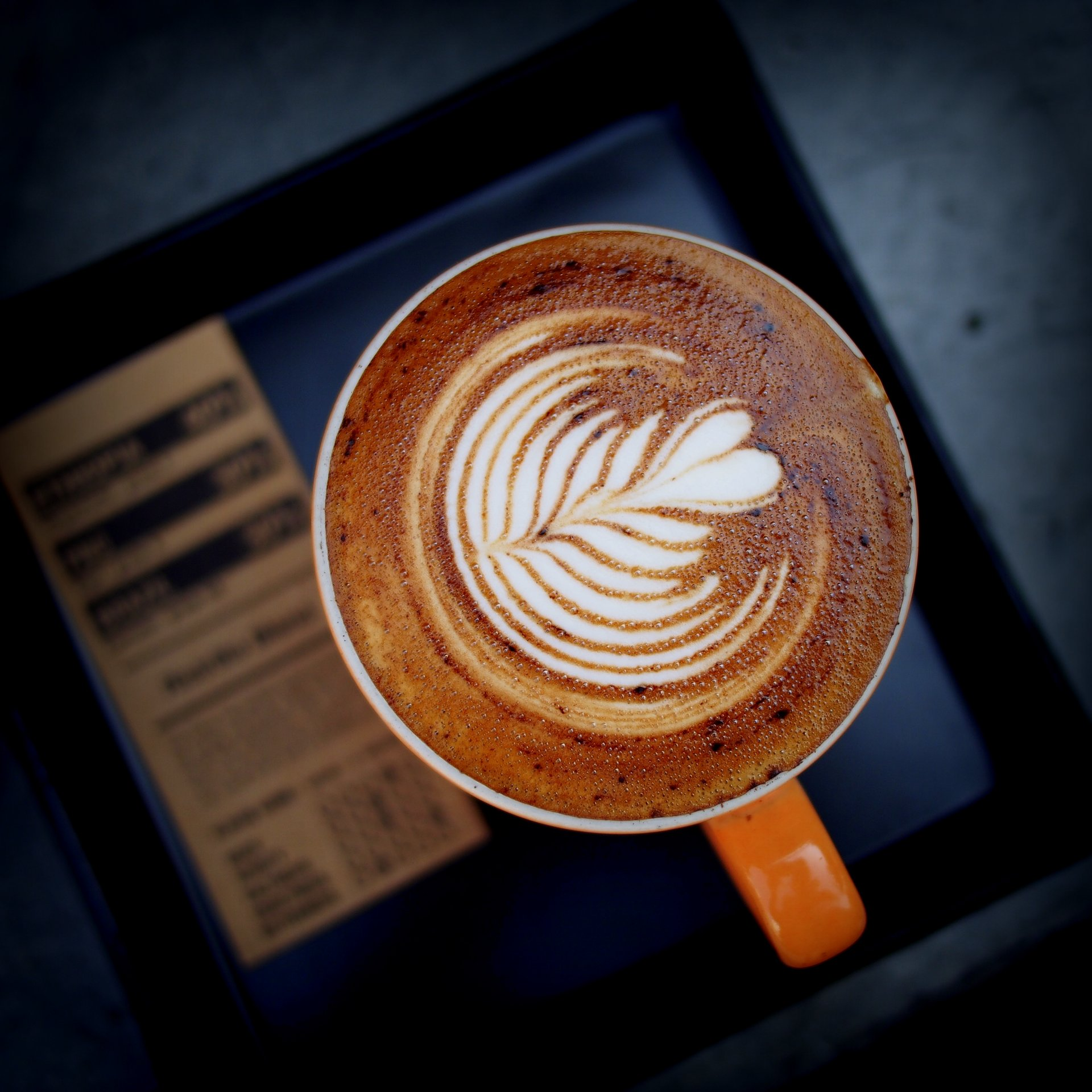
مثال على "وردة التوليب"- وهو نوع شائع من فن اللاتية اخترعها لويجي لوبي سنة 2004 في اليونان.

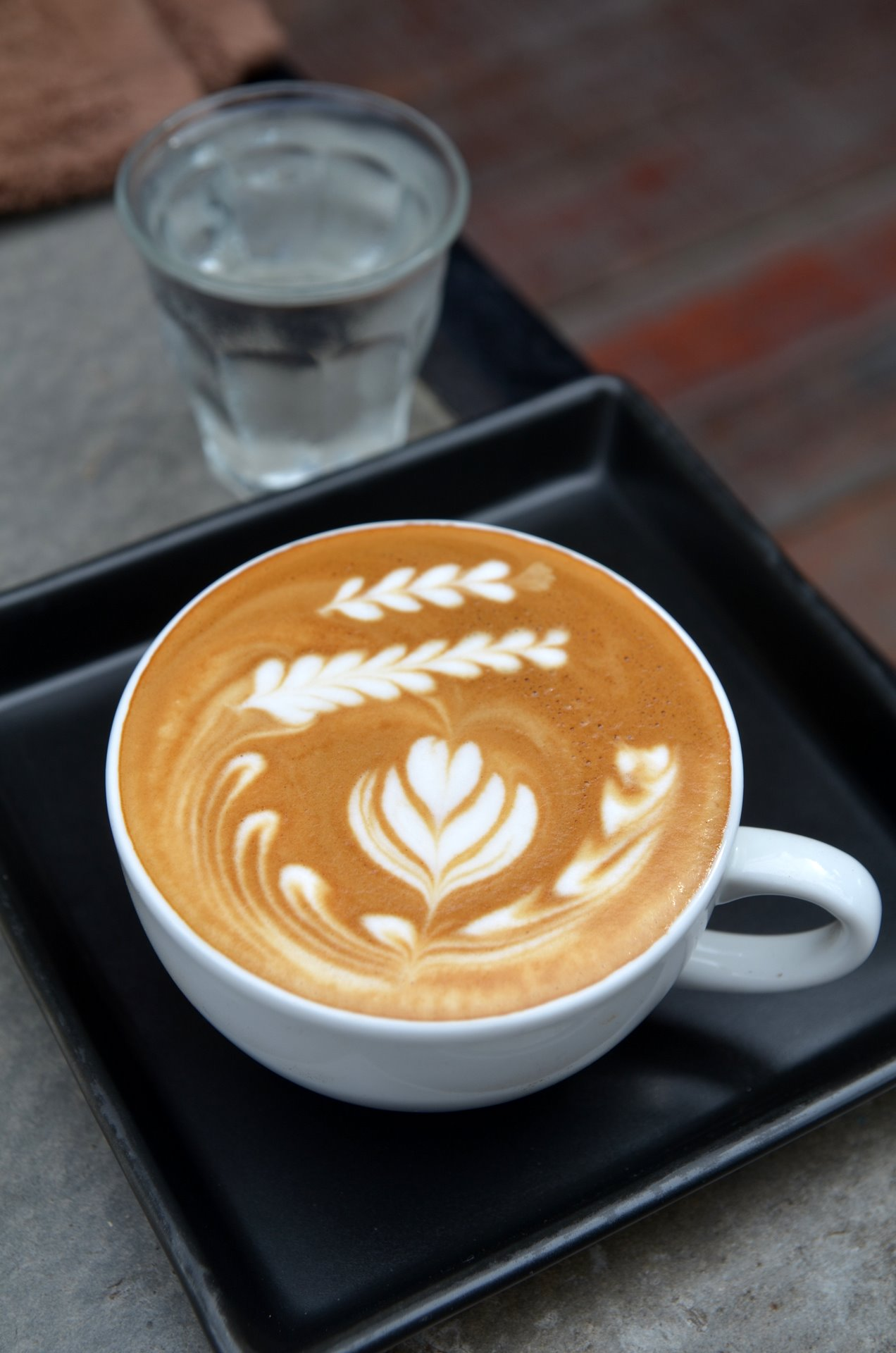
في الوسط يوجد وردة التوليب، وفي الأعلى توجد سلسلتين من القلوب، وعلى طول الجزء السفلي يوجد رسم مشترك بين الروزيت وسلسلة من القلوب

## الكيمياء
رسم اللاتية هو مزيج من مادتين غرويتان: الكريمة وهي مادة مستحلبة من زيت القهوة والقهوة المخمرة؛ والمايكروفوم وهو رغوة من هواءٌ في الحليب. كما أن الحليب نفسه هو مادة مستحلبة من زبدة الحليب في الماء، بينما القهوة تعتبر مزيجٌ من القهوة الصلبة في الماء. بالإضافة إلى أن كِلا هذه المواد الغروية ليستا مواد ثابته. حيث أن الكريمة تنفصل عن الإسبريسو، بينما المايكروفوم ينفصل أيضا إلى رغوة جافة وحليب سائل. إلى جانب أن كلاهما يزول بشكل ملحوظ في بضع ثواني ولهذا رسم اللاتية يدوم لفترة وجيزة فقط.

## الطريقة
يتطلب فن اللاتية أولا إنتاج إسبريسو مع كريمة ومايكروفوم، وبعد ذلك دمجهم لعمل رسم اللاتية. لكيفية صنع المايكروفوم (شاهد microfoam: procedure)؛ هذا المقال يركز على فن اللاتية بمجرد صنع الرغوة.
قبل إضافة الحليب، يجب أن يكون للإسبريسو سطح كريمي بني اللون، أو المستحلب ويعرف أيضًا بالكريمة.
حينما ترتفع الرغوة البيضاء من الحليب لتلتقي السطح الأحمر/البني من الإسبريسو سينشأ تعاكس وسيظهر التصميم للرسم. بالإضافة أنه بينما يتم سكب الحليب رغوة الحليب ستنفصل عن السائل وسترتفع للسطح.
إذا كان الحليب والإسبريسو «مصنوعين بشكل جيد» وإبريق الحليب يتحرك أثناء السكب، سترتفع رغوة الحليب لتُكون شكل نمط على السطح. وكبديل لذلك يمكن نقش النمط بواسطة عصا بعدما يتم سكب الحليب بدلا من رسمه خلال السكب.
يوجد بعض الجدال في مجتمع القهوة سواء كان هناك تركيز مفرط أم لا على فن اللاتية بين الباريستاز (صانعي القهوة). ويركز الجدال أكثر مما ينبغي على المظهر السطحي للمشروب مما يقود البعض إلى تجاهل مسائل أكثر أهمية؛ مثل الطعم.
 هذا بشكل خاص ذي صلة مع صانعي القهوة الحديثين.

## الأساليب
هناك نوعان رئيسيان لرسم اللاتية: السكب الحر (نمط متكون من خلال سكب الحليب) والنقش (باستخدام أداة لصنع النمط بعد سكب الحليب). السكب الحر وهو الأكثر شيوعًا في المقاهي الأمريكية، ويتطلب القليل من الوقت الإضافي لصنع المشروب.
السكب الحر

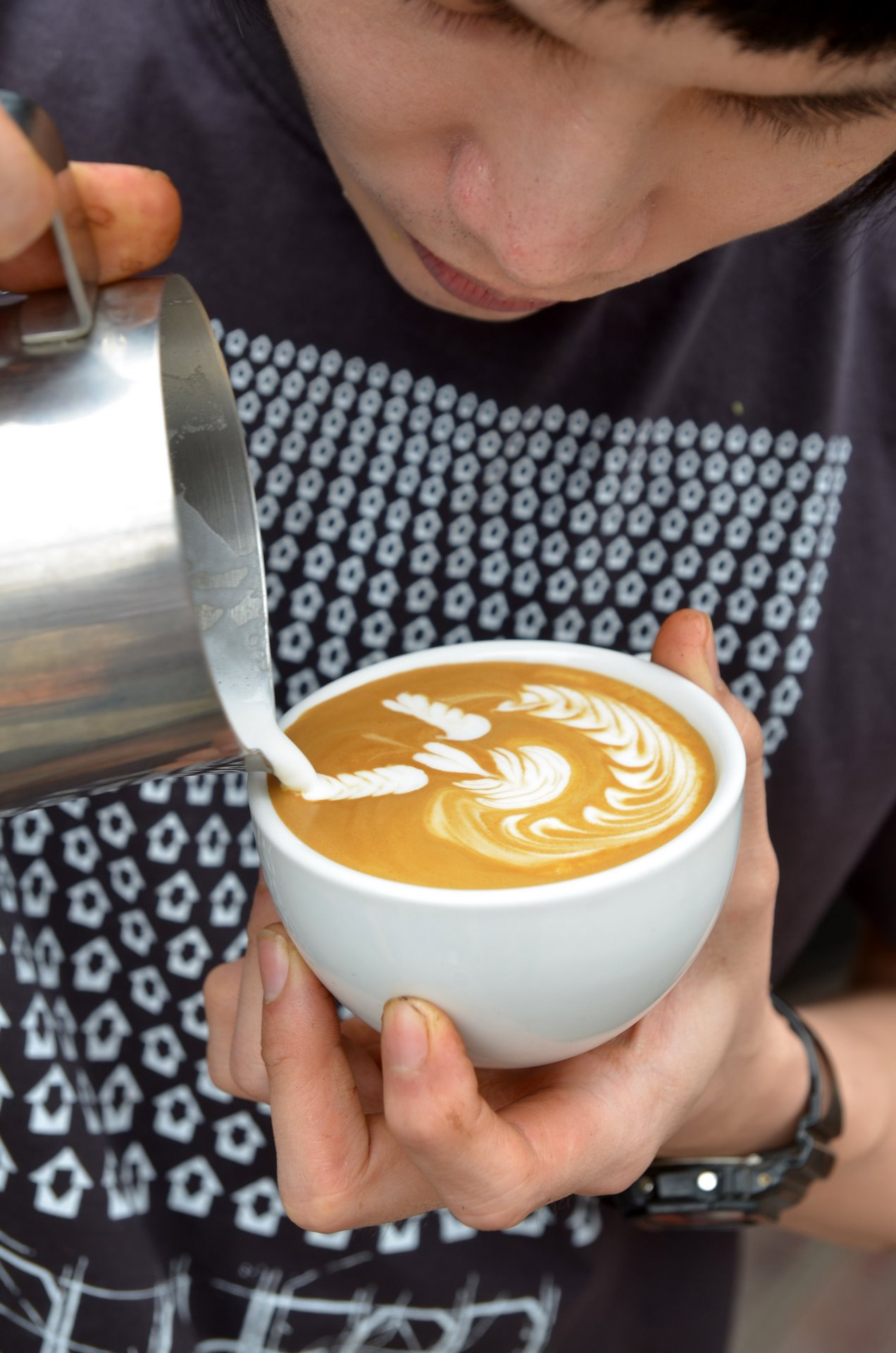
يصنع الفائز في بطولة السكب الحر توقيعه على رسم اللاتية، على شكل ملاك يطفو على الأمواج.

الشكلين الأكثر شيوعًا في فن سكب اللاتية هما: شكل القلب والروزيتا أو الروزيت، وتعرف أيضا بـفِرن (fern) والذي تشبه نوع من الورود أو الفِرن.
 بالإضافة إلى أن أشكال القلوب هذه أكثر سهولة وأكثر شيوعا في المكياتوز، بينما الروزيتس أكثر تعقيدا وأكثر شيوعا في اللاتية.
يكون الكأس إما مستوي أو مائل في اتجاه واحد للسكب الحر. ويتم سكب الحليب مباشرة في الكأس، لتبدأ الرغوة في الظهور على جانب واحد (بسبب ميلان الكأس). ويبدأ الباريستا بتحريك الإبريق من جانب إلى جانب بينما يجعل الكأس متساوي، أو ببساطة يمكن هز الفوهة للأمام والخلف، وينتهي بلمسة أخيرة من خلال عمل ضربة سريعة في النقش المسكوب سابقًا. هذه «الضربة» تصنع جذع الزهرة، وتنحي الاعوجاج في شكل الزهرة المنقوش.
بالإضافة إلى أن السكب بشكل مباشر أكثر وهز بشكل أقل يعطي شكل قلب، والاختلاف بشكلٍ طفيف بالسكب يعطي شكل تفاحة.
الأشكال المقعدة يمكن نقشها، ولكن تتطلب سكب الحليب بشكلٍ مضاعف. وهناك بعض من الأمثلة من تقنيات رسم اللاتية المتقدم وهي زهرة التوليب، وموجة القلب، والبجعة، أو حتى العقرب.

النقش
تترواح الأشكال المنقوشة من الأشكال الهندسية البسيطة إلى الرسومات المعقدة، مثل صور للحيوانات والزهور، وبشكل عام يتم تأديتها عن طريق الات لصنع القهوة من نفس النوع. بالإضافة إلى أن رسم اللاتية المنقوش عادة مايكون له مدة أقصر من رسم اللاتية بالسكب الحر بسبب ذوبان الرغوة السريع في اللاتية.

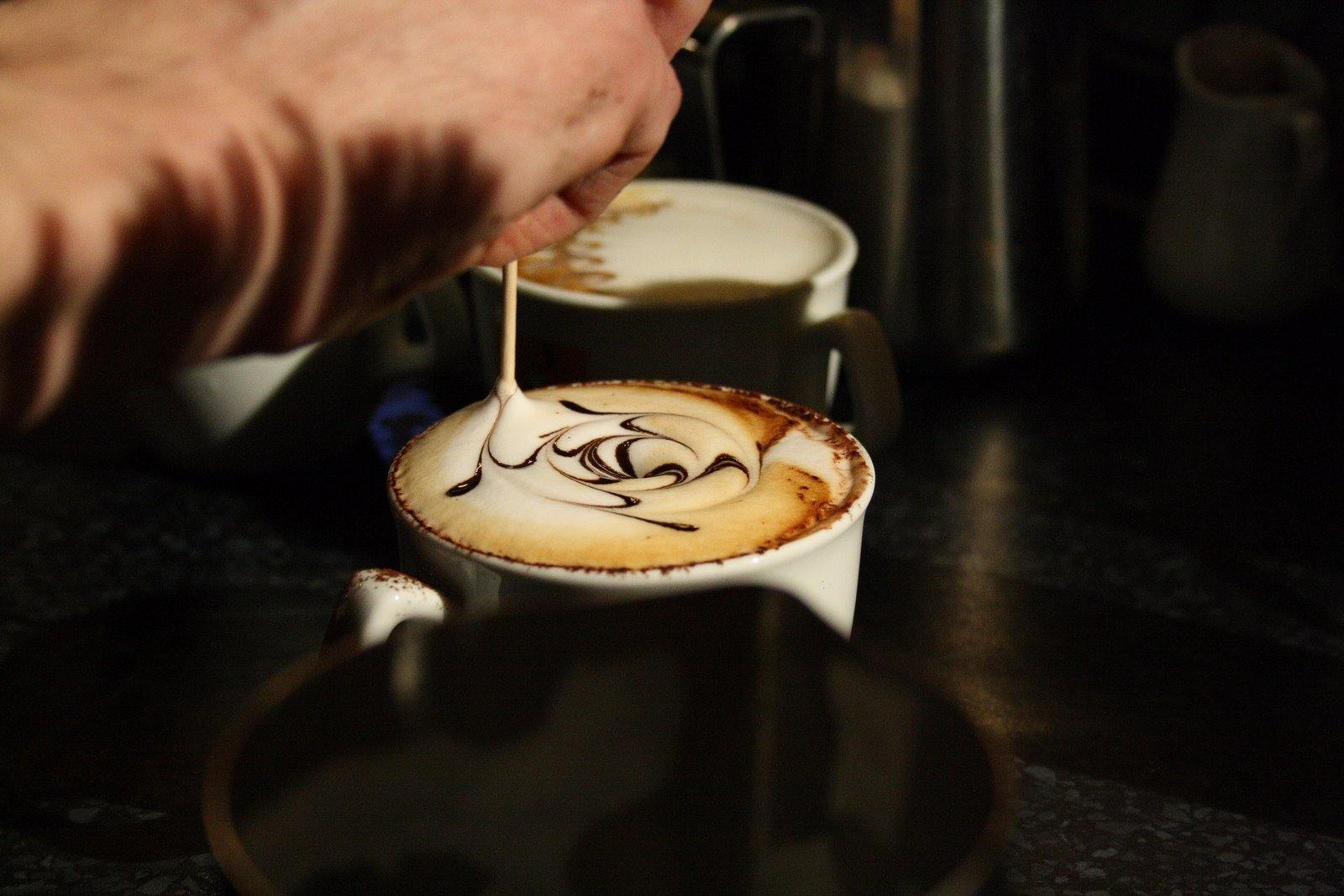
نقش لرسم اللاتية

وهناك طريقة سهلة ولكن سريعة للكابتشينو وهي سكب مسحوق الشوكولاتة في جزء معدني على شكل صورة، وبكل بساطة شكل الزهرة أصبح منقوشًا. هذه الطريقة مفضلة لسلسلة محلات المقاهي مثل مقهى كوستا حيث السرعة هي الجوهر عند خدمة عدد كبير من الزبائن خلال أوقات الذروة.

## الأنواع
فن اللاتية مصنوع عن طريق إضافة المايكروفوم للإسبريسو. ويمكن تحقيقه بإضافة المايكروفوم للقهوة المخمرة مثل كافي أو لاي (café au lait) أو الشاي. وكبديل لذلك، الأنماط يمكن نقشها في كريمة الإسبريسو، بدون إضافة أي حليب من أجل أن تعطي رسم الإسبريسو.